# Стерлитамак (метеорит)
Стерлитама́к — железный метеорит массой 300 кг, упавший 17 мая 1990 года в окрестностях Стерлитамака.

## Описание
В 23:20 17 мая 1990 года упал на поле совхоза «Стерлитамакский» в 20 км западнее города Стерлитамака.
Уникальность этого события в том, что до этого момента за всю историю лишь однажды падение метеорита, наблюдавшееся очевидцами, привело к образованию кратеров — это был знаменитый Сихотэ-Алинский «Железный дождь».
Сейчас метеорит находится в Музее археологии и этнографии Уфимского научного центра Российской академии наук.
В первый раз мы, группа фотожурналистов, прибыли на поле уже через день после приземления метеорита, — рассказывает фотокор газеты «Стерлитамакский рабочий» Сергей Крамсков. — Была воронка метров шесть. Вокруг уже много наезжено, следы, естественно, вытоптаны. Там брызги отвердевшего металла собирали, видимо, на сувениры.

Основное тело метеорита в коллекции Музее археологии и этнографии в Уфе
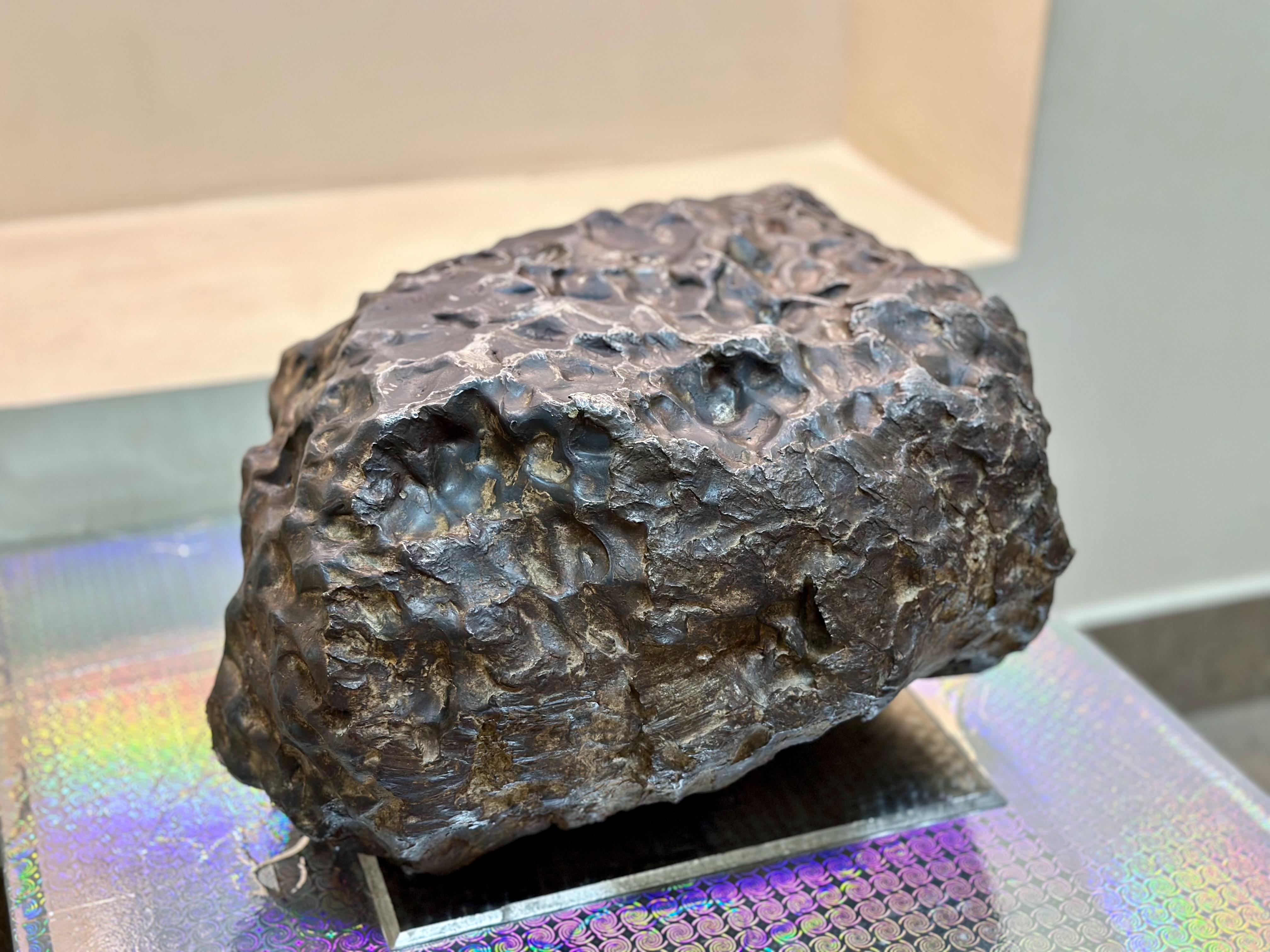
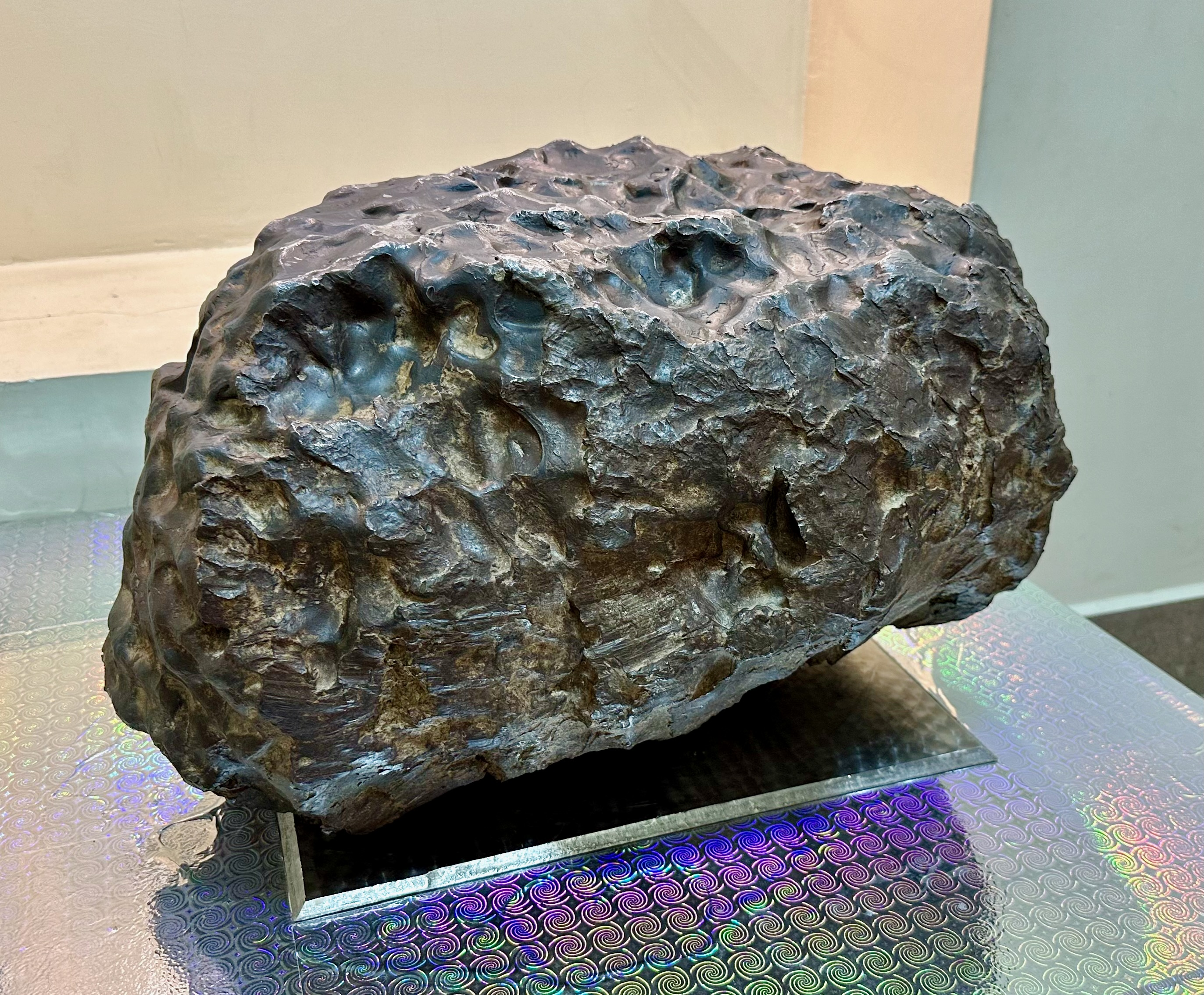
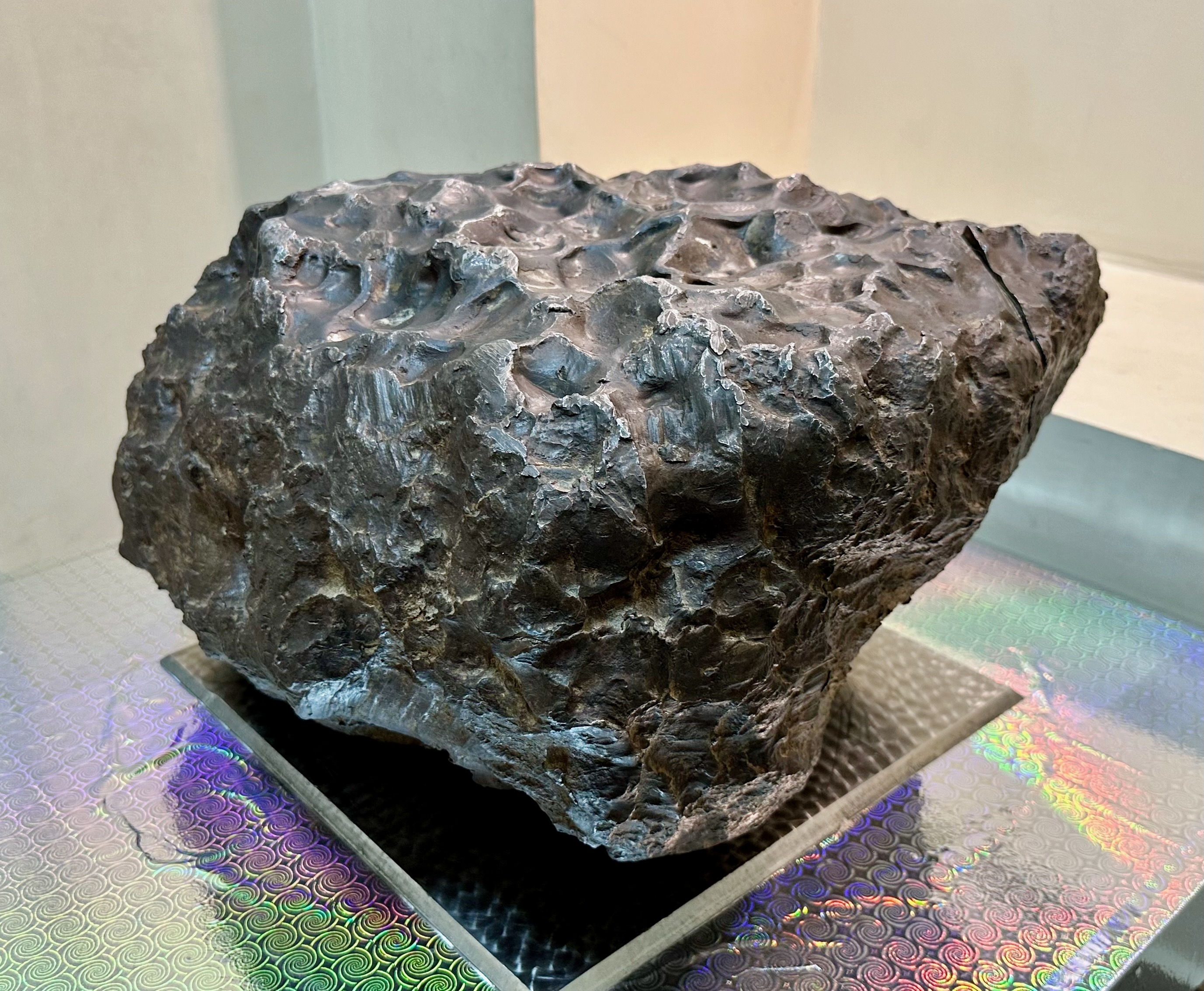

## Аномалия
Учёные обнаружили мощную магнитную аномалию в кратере падения метеорита Стерлитамак. Старший научный сотрудник института геофизики Уральского отделения РАН Аркадий Овчаренко сообщил, что речь может идти о нескольких крупных осколках, весом десятки и даже сотни килограммов. По его мнению, на глубине до 2,5 метров может находиться массивное тело.